# Gombodżawyn Dzandanszatar
Gombodżawyn Dzandanszatar (mong. Гомбожавын Занданшатар; ur. 8 marca 1970 w Baacagaan) – mongolski ekonomista i polityk, członek Mongolskiej Partii Ludowej. Od 13 czerwca 2025 premier Mongolii.

## Życiorys
W 1992 roku ukończył studia z zakresu ekonomii i finansów na Irkukckim Uniwersytecie Państwowym. W latach 2003–2004 sprawował funkcję wiceministra rolnictwa. W 2004 roku został po raz pierwszy wybrany do Wielkiego Churału Państwowego (ponownie wybrany w 2008 roku; nie uzyskał reelekcji w wyborach w 2012 roku). Od 2009 do 2012 roku był ministrem spraw zagranicznych i handlu w gabinecie Süchbaataryna Batbolda. W latach 2012–2013 sprawował funkcję sekretarza generalnego Mongolskiej Partii Ludowej. W 2016 i 2020 roku był ponowenie wybierny do parlamentu. W 2017 roku wszedł w skład rządu Uchnaagijna Chürelsücha, jako minister bez teki i szef Urzędu Gabinetu. Zajmował to stanowisko do 2019 roku, gdy został przewodniczącym Wielkiego Churału Państwowego. Nie kandydował w wyborach parlamentarnych w 2024 roku. 
13 czerwca 2025 roku został wybrany przez parlament na stanowisko premiera, uzyskując 108 na ogólną liczbę 117 oddanych głosów.